# Pierre Mollaret
Pierre Mollaret (Auxerre, Francia, 10 de julio de 1898-París, 3 de diciembre de 1987) fue un neurólogo francés que hizo contribuciones en su especialidad y también al estudio de las enfermedades infecciosas.

## Biografía
Pierre Mollaret estudió medicina y ciencia en París, pero sus estudios se interrumpieron con la Primera Guerra Mundial. Durante 1917 y 1918, fungió como médico asistente y recibió la Cruz de Guerra al terminar la conflagración. Reanudó sus estudios en 1920 y obtuvo el grado en ciencias en 1926. Fue alumno, colaborador y posteriormente yerno de Georges Charles Guillain.
Dio nombre a la meningitis de Mollaret, una meningitis aséptica recurrente, asociada raramente al virus del herpes simple. Describió los tres primeros casos en 1944 e hizo publicaciones posteriores sobre esta entidad patológica.
En julio de 1959, publicó con Maurice Goulon un artículo en el que describió el coma dépassé o estado de muerte encefálica en 23 pacientes. Michel Jouvet había comunicado cuatro casos en Lyon seis meses antes. En 1962 Mollaret impartió una conferencia en Milán sobre el coma dépassé, que originó el primer artículo de un teólogo, Giacomo Perico, sobre la muerte encefálica.
Junto a Guillain, describió el triángulo de mioclonías en una zona anatómica del tronco encefálico, una lesión que puede generar mioclonías del velo del paladar.